# Sprotbrough
Sprotbrough är en by i civil parish Sprotbrough and Cusworth, i distriktet Doncaster, i grevskapet South Yorkshire, i England. Byn är belägen 23,5 km från Sheffield. Orten har 3 381 invånare (2016). Byn nämndes i Domedagsboken (Domesday Book) år 1086, och kallades då Sproteburg.